# Железники (Метлика)
Железники (словен. Železniki) — поселення в общині Метлика, регіон Південно-Східна Словенія, Словенія.